# La Voulte-sur-Rhône
La Voulte-sur-Rhône (okcitansko La Vouta) je naselje in občina v jugovzhodnem francoskem departmaju Ardèche regije Rona-Alpe. Leta 2006 je naselje imelo 5.112 prebivalcev.

## Geografija
Kraj se nahaja v pokrajini Languedoc na desnem bregu reke Rone ob meji s sosednjim departmajem Drôme, 20 km severovzhodno od središča departmaja Privas.

## Administracija
La Voulte-sur-Rhône je sedež istoimenskega kantona, v katerega so poleg njegove vključene še občine Beauchastel, Charmes-sur-Rhône, Gilhac-et-Bruzac, Rompon, Saint-Cierge-la-Serre, Saint-Fortunat-sur-Eyrieux, Saint-Georges-les-Bains, Saint-Laurent-du-Pape in Saint-Michel-de-Chabrillanoux s 13.802 prebivalcema. 
Kanton je sestavni del okrožja Privas.